# Jean Samuel
(Jean Samuel, Mi chiamava Pikolo)
Jean Samuel (Wasselonne, 18 luglio 1922 – Strasburgo, 8 settembre 2010) è stato uno scrittore francese, superstite della Shoah.
Di origini ebraiche, fu deportato ad Auschwitz e quindi a Monowitz dove fece parte del kommando Chimico; qui conobbe Primo Levi di cui divenne amico. Con l’avvicinarsi dei sovietici il 18 gennaio 1945 dovette affrontare la “marcia della morte” che lo portò in differenti campi di sterminio, tra cui Buchenwald, dove fu liberato dagli americani l’11 aprile 1945. Tornato a Wasselonne svolse la professione di farmacista e cercò di riprendere i rapporti con i pochi sopravvissuti di Auschwitz. Mantenne un rapporto epistolare con Primo Levi che gli dedicò un capitolo di Se questo è un uomo. Con Levi periodicamente si incontrò e con lui svolse il ruolo di testimone. Ha lasciato il libro-intervista Il m’appelait Pikolo. Un compagnon de Primo Levi raconte.

## Biografia
Jean Samuel nacque il 18 luglio 1922 a Wasselonne dove il padre Jacques gestiva da alcuni anni una delle due farmacie. I suoi avi paterni appartenevano ad un’antichissima comunità ebraica dell’Alsazia, presente nella regione da secoli, emancipati durante la Rivoluzione francese, vissuti in piccoli villaggi dove svolgevano le attività di commercianti di cavalli o di granaglie o facevano da intermediari tra i contadini e le città. Il padre fu il primo della famiglia a studiare ed a conseguire la laurea in Farmacia. La madre Berthe Weil era nata nel 1896 ed era la prima di quattro fratelli, la famiglia abitava vicino alla farmacia del padre di Jean. I genitori, nonostante la differenza di diciassette anni, si sposarono nel 1921; la loro era una vita semplice e Jean bambino visse in campagna giocando con i figli dei vicini. In estate la famiglia Samuel andava in vacanza sui Vosgi dove affittavano un bilocale. Erano una famiglia unita da legami solidissimi sia con nonni e zii materni che con quelli paterni. Nel 1926 nacque il secondogenito Pierre. Jean era di salute cagionevole: “fino al momento in cui mi hanno deportato ad Auschwitz, ricordo di essere stato sempre malato. Dopo invece ho goduto di una salute di ferro” Frequentò la scuola protestante di Wasselonne, era bravo a scuola tanto che saltò un anno delle medie e passò direttamente al liceo Kléber di Strasburgo. Per frequentarlo dovette lasciare casa e stare a pensione presso una zia paterna. In questo periodo, per studiare senza essere coinvolto dai rumori e dalle conversazioni delle tre cugine, imparò a isolarsi dal mondo esterno.
I Samuel erano ebrei moderati: mangiavano kasher, rispettando alcuni divieti alimentari, e andavano in sinagoga per shabbat e i giorni di festa, tuttavia a Wasselonne non c’era una sinagoga, per cui la comunità locale si riuniva nella sala di una locanda; e non avendo un rabbino condividevano quello di Barr. Dopo il Bar mitzvah iniziò tutte le mattine a recitare le preghiere e ad indossare i tefillin, pratica religiosa che mantenne finché non fu arrestato dalla Gestapo. Nel 1936 le tensioni tra Francia e Germania aumentarono, soprattutto in Alsazia dove si formò un movimento autonomista filotedesco e filonazista molto violento. A seguito di tali eventi i Samuel, nella primavera del 1939, acquistarono una casa a Boisgarreau, a sessanta chilometri da Tours e nell’agosto dello stesso anno, quando la guerra era ormai imminente, vi si trasferirono. In seguito alla dichiarazione di guerra, nel settembre 1939, tutta la zona di frontiera dell’Alsazia e della Lorena venne evacuata, Strasburgo si svuotò ma Wasselonne, situata nei Vosgi, non risentì degli eventi. Jean si trasferì a Tours per svolgere il tirocinio necessario ad iscriversi alla facoltà di Farmacia, e quando i tedeschi penetrarono in Alsazia raggiunse la famiglia a Boisgarreau. Dopo la firma dell’armistizio del 22 giugno 1940 la famiglia Samuel pensò non fosse sicuro restare in territorio occupato dai tedeschi e così nell’ottobre, ancor prima della proclamazione delle leggi razziali, si trasferirono in Aquitania a Ville Marie, nei pressi di Agen, dove condussero una piccola azienda agricola. Le leggi razziali di Vichy impedivano agli ebrei di esercitare la maggior parte delle professioni e imponevano che le loro imprese fossero confiscate, così molti ebrei si erano dedicati all’agricoltura; per i Samuel era un ritorno alle origini.
Jean si trasferì di qui a Tolosa per frequentare la facoltà di Farmacia: “Ero uno studente appassionato e superavo ogni esame con ottimi voti. Al primo anno ho aggiunto al corso di farmacia un esame in matematica generale. Al secondo anno invece è stata la volta di chimica. E così, al termine di tre anni di studio, avevo dato tutti gli esami di farmacia e conseguito anche un diploma in scienze. All’epoca ignoravo ancora quanto quella passione si sarebbe rivelata utile, forse persino decisiva, ad Auschwitz”.
Nel novembre 1942 i tedeschi avevano invaso la zona sud e il pericolo di retate portò Jean a nascondersi in campagna e poi a tornare a Ville Marie. Qui, non essendoci un medico, svolse il ruolo di infermiere. Nel 1944 le condizioni erano peggiorate per tutti gli ebrei francesi e per questo i genitori gli avevano imposto di non dormire in casa e gli avevano affittato una camera presso il calzolaio del villaggio. Nel pomeriggio di giovedì 2 marzo 1944 la famiglia era tutta riunita quando arrivò la Gestapo e circondò Villa Marie. Jean venne catturato insieme a sei membri della sua famiglia, furono portati nelle prigioni militari di Tolosa, di qui trasferiti al campo di internamento di Drancy e quindi ad Auschwitz dove giunse il 30 marzo 1944 con altri sei suoi familiari.
Da Auschwitz venne subito spostato a Monowitz: quando svolgeva il ruolo di aiutante del Kapò corse il rischio di essere mandato alle camere a gas perché mentre nutriva i conigli del Kapò era comparsa una giovane donna italiana e una SS li scoprì mentre guardavano gli animali. Venne accusato pertanto di sabotaggio sul lavoro, per aver parlato con una civile, e di crimine contro la razza poiché la donna non era ebrea. A Monowitz lavorò nel Kommando Trasporti e quindi nel Kommando Chimico, dove conobbe e divenne amico di Primo Levi il quale fece di Jean, soprannominato Pikolo, uno dei personaggio di Se questo è un uomo. Con l’avvicinarsi dei russi i tedeschi spostarono i deportati di Monowitz nel campo principale di Auschwitz 1 e nell’inverno del 1945 evacuarono il campo sottoponendo tutti coloro che erano in grado di camminare ad una “marcia della morte”: Jean lasciò Auschwitz il 18 gennaio 1945. Dopo una marcia estenuante furono costretti a passare per i campi di Buchenwald, di Zeltlager e quindi nuovamente a Buchenwald, diretti verso la Baviera per cercare di sfuggire all’avanzata americana. Grazie all’aiuto di una guardia ausiliaria dei tedeschi, un ragazzo bretone, Jean riuscì a restare a Buchenwald dove l’11 aprile 1945 venne liberato dagli americani.
“Eravamo liberi, ma a che prezzo! Stremato, pelle e ossa, con un ascesso al piede e soprattutto senza più coraggio, ansioso per la sorte toccata a chi era rimasto in Francia”. Aveva inizio il viaggio di ritorno che si concluse solo il 2 maggio quando riuscì a tornare a Villa Marie. Tornato a casa ritrovò la nonna e due zie, mentre il nonno e uno zio erano morti da tre mesi,; il padre, il fratello minore, tre zii materni e due paterni erano morti ad Auschwitz, degli altri non si avevano notizie. Dopo un mese la madre fece ritorno a casa, dopo aver affrontato Birkenau, Auschwitz, Ravensbrück, Malchow e un’evacuazione di 250 km a piedi.
Rimasto l’unico maschio della famiglia si fece carico di essa. Il 14 luglio 1945 tornò a Wasselonne, trovò la città intatta ma i bambini, dopo la lunga dominazione tedesca, non sapevano più parlare in francese. La casa e la farmacia del padre erano ancora in piedi ma erano state completamente svuotate: “non avevano lasciato nulla su cui sedersi, nemmeno una sedia o una pentola”; ciò nonostante in ottobre riorganizzò il ritorno dei superstiti della famiglia nella città natale. In dicembre preparò i due esami che gli mancavano per laurearsi in Farmacia e li diede all’università di Strasburgo, dove era stata organizzata una sessione speciale per coloro che avevano dovuto interrompere gli studi a causa della guerra.
Con l’aiuto economico del sindacato dei farmacisti e l’autorizzazione della prefettura del Basso Reno ad appropriarsi degli arredi confiscati alla farmacia di Kehl, riuscì a riaprire la farmacia paterna il 15 febbraio 1946.
A Wasselonne si era ritrovato profondamente isolato, non vi erano sopravvissuti del campo con cui condividere i pensieri. Forte era il senso di sofferenza: aveva “talmente tanto bisogno di chiacchierare con un compagno di sofferenza” che iniziò la ricerca dei pochi sopravvissuti per “mantenere viva la solidarietà nata nel campo e il ricordo di tutti i compagni di sofferenza”.
All’inizio del 1946 accadde l’impensabile: mentre cercava tracce di tutti i famigliari e conoscenti deportati, incontrò Charles Conreau, un partigiano francese deportato ad Auschwitz che gli disse di aver incontrato Primo Levi l’11 gennaio 1945 in infermeria. Erano rimasti insieme sino al momento della liberazione e prima di separarsi si erano scambiati gli indirizzi.
Insieme alla madre nel 1948 aderì alla “Federazione Nazionale Deportati Internati Resistenti e Patrioti” che lasciarono quando essa assunse tendenze comunista. A differenza della madre aveva “pochissimi compagni con cui rievocare i campi”
Nel 1949 conobbe Claude, la futura moglie, originaria di una cittadina della Lorena al confine con l’Alsazia, i cui genitori erano mercanti di bestiame; la conobbe a Sarrebourg in occasione del ballo di Hanukkah, lei aveva 19 anni, lui 27. Fu un colpo di fulmine che segnò un punto di svolta nella vita si Jean, fino ad allora restio a relazioni sentimentali. Si sposarono con rito civile il 28 luglio 1950 seguito dal rito nella sinagoga di Strasburgo. In viaggio di nozze passarono da Torino perché Jean voleva far conoscere la moglie all’amico Primo Levi.
Per dieci anni vissero a Wasselonne nella casa famigliare dei Samuel, ed ebbero due figli: Pierre e Yves. Jean si iscrisse a Medicina e nel 1952 discusse la tesi incentrata su una preparazione dermatologica semplificata della penicillina, stabilizzata grazie a un sale di titanio, di cui in seguito vendette il brevetto ad un laboratorio parigino.
La farmacia prosperava tanto che nel 1968 dovette acquistare un nuovo stabile per ingrandirsi. Gli anni ’50 e ’60 furono caratterizzati anche dall’amicizia con l’ex compagno di prigionia Kiki ritenuto “un fratello, un membro della famiglia” da cui si separò solo a seguito della di lui morte.
Jean non raccontò mai alla moglie ciò che aveva visto e subito a Monowitz e durante la “marcia della morte”, essa lo scoprì poco per volta attraverso i discorsi del marito con Primo Levi e successivamente seguendolo nel ruolo di testimone a cui si dedicò soprattutto dopo la morte della madre. Solo nel 1995 ritornò ad Auschwitz.
Con Jean-Marc Dreyfus fu autore del libro-intervista Il m'appelait Pikolo. Un compagnon de Primo Levi raconte . Morì l’8 settembre 2010 a Strasburgo.
In occasione della morte di Jean Samuel Alberto Cavaglion lo ricordò con queste parole: una “figura mite e signorile; uno stile di vita gemellare a quello dello scrittore torinese. Ricordo la sua partecipazione ai convegni dell’Aned degli anni Ottanta e soprattutto la sua commossa testimonianza al convegno torinese del 1988, un anno dopo la morte di Levi. Invitato da Bruno Vasari, di cui era amico, in quella circostanza Samuel a Torino rimase poche ore. Era come se non riuscisse a resistere all’idea di una Torino senza Levi; nella sala del Consiglio regionale lesse una breve, ma intensa testimonianza, che penso debba essere considerata la scintilla da cui verrà fuori, molti anni dopo, il libro-intervista Il m’appelait Pikolo. Un compagnon de Primo Levi raconte”.

## L'arresto, la deportazione, l'arrivo ad Auschwitz
Il pomeriggio del 2 marzo 1944 la Gestapo si presentò a casa dei Samuel e catturò 7 membri per portarli, dopo numerosi interrogatori, nella prigione militare di Tolosa, di qui dopo 15 giorni furono caricati su un treno regolare Tolosa-Parigi dove erano guardati a vista dai tedeschi. Giunti alla stazione di Austerlitz furono portati nel campo di internamento di Drancy da cui il 27 marzo partirono su un treno merci; il treno trasportava 1025 prigionieri, 609 uomini e 416 donne. Il viaggio durò tre giorni ed avvenne in promiscuità, in uno spazio molto ristretto e senza ricevere né cibo né acqua. Una sola volta fu aperto il portellone senza però concedere ai deportati di scendere. Il treno terminò la sua corsa alla stazione polacca di Oświȩcim, in tedesco Auschwitz.
Così Jean descrive l’arrivo: “Ci hanno ordinato di lasciare i nostri bagagli e scendere. Un fiume di ebrei di ogni età si è riversato sulla banchina, sotto i proiettori, frastornati, esausti eppure sollevati di essere finalmente arrivati da qualche parte: le grida delle SS, i latrati dei cani, le botte per chi non era abbastanza lesto a ubbidire, la rivolta delle madri cui erano strappati i figli, gli sguardi smarriti di chi non capiva …” intorno giravano “strani personaggi che indossavano una bizzarra uniforme a righe”
Sulla banchina vi era un ufficiale delle SS che con il gesto della mano “indicava a ciascuno di noi di andare a destra o a sinistra. A sinistra erano indirizzati gli adulti robusti e i più giovani. A destra, bambini, anziani e madri con neonati”: questi ultimi venivano caricati su un autocarro per poi essere immediatamente eliminati. Gli altri venivano fatti camminare sino al campo di Auschwitz 1 e sottoposti ai riti d’ingresso: venivano spogliati, rasati “con lame sporche che erano state evidentemente usate altre centinaia di volte”, sottoposti ad una doccia durante la quale “la pelle lacerata dai rasoi ha preso a bruciare per via dell’antisettico” e infine sottoposti all’operazione del tatuaggio sull’avambraccio. Si era pronti per ricevere la divisa di concentrazionari: una camicia, una giacca, un paio di pantaloni assegnati a caso, senza tener conto delle taglie ed infine un cappello a bustina. A ciò seguiva il rito per ricevere gli zoccoli, spesso determinanti per la sopravvivenza: “è iniziata la ressa per gli zoccoli di legno suolati. Erano accatastati alla rinfusa in un unico immenso mucchio. Dovevamo correre per afferrarne un paio a caso. E tuttavia la scelta costituiva una questione di vita o di morte imminente. Se troppo stretti, gli zoccoli causavano piaghe. E le piaghe impedivano di camminare, di lavorare, obbligavano a recarsi in infermeria, dove i malati troppo deboli erano regolarmente «selezionati». Le piaghe potevano quindi condurre alla camera a gas nel giro di un paio di settimane.”
Dopo poche ore Jean venne spedito nel campo di Monowitz dove gli venne chiesta la professione che svolgeva ed egli dichiarò di aver studiato farmacia e chimica, quindi fu sottoposto ad un periodo di quarantena.

## Vivere ad Auschwitz
“Prima di divenire Pikolo ero un Häftling, un detenuto fra altre decine di migliaia, niente più di un numero che dovevo ripetere velocemente durante l’appello” il suo nome era 176397; era entrato ad Auschwitz il 30 marzo 1944. 

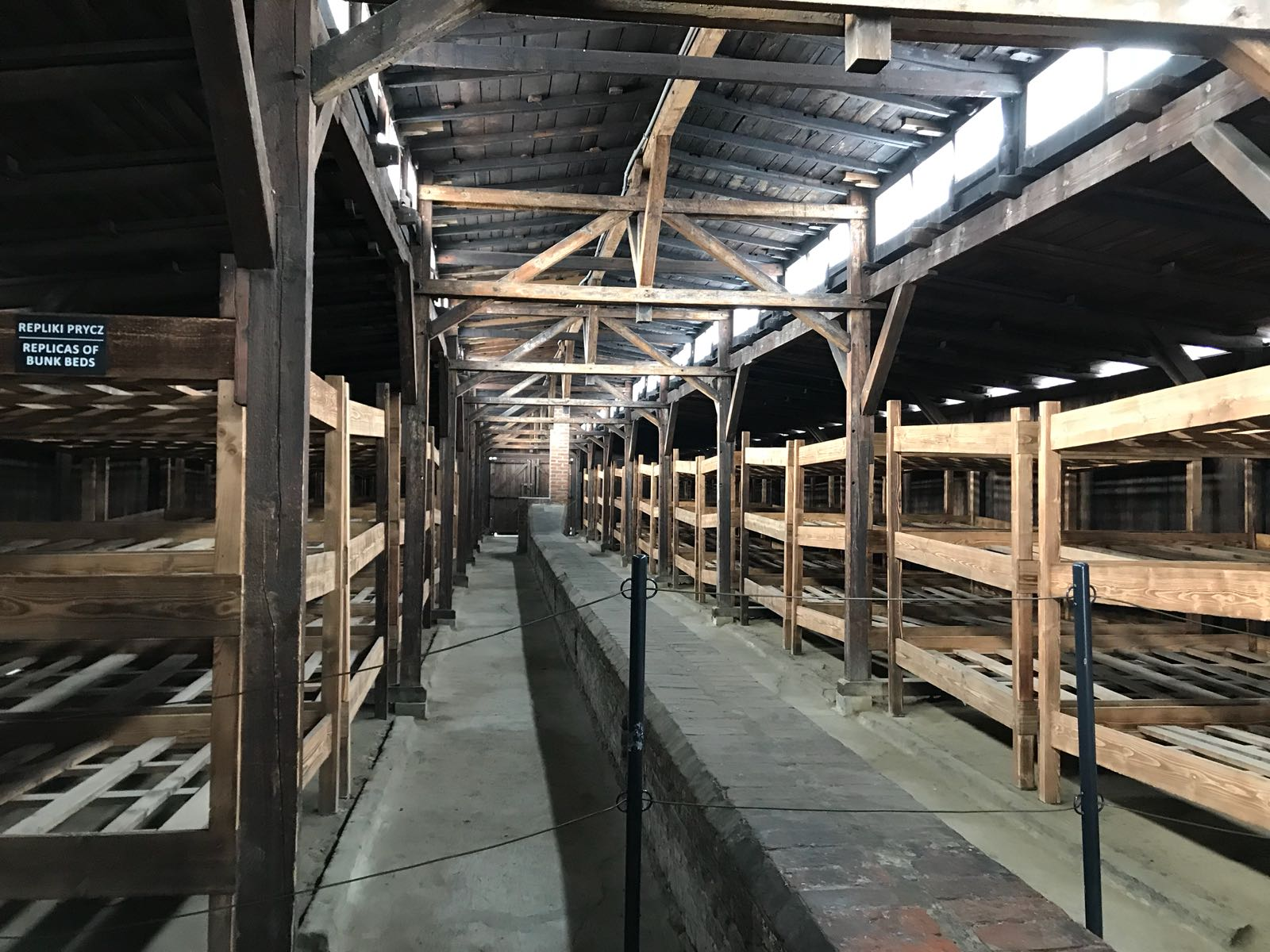
Birkenau, letti

Monowitz comprendeva una sessantina di Block, ognuno dei quali ospitava 200-300 deportati, a capo di ogni Block vi era un capo baracca ed un suo aiutante. Nel campo vi erano circa diecimila prigionieri, quasi esclusivamente ebrei. Ogni Block aveva un settore riservato al capo baracca ed ai suoi amici, il resto dello spazio era occupato da tre file di letti a castello disposti su tre livelli e separati da stretti corridoi: “Vi dormivamo generalmente a coppie, testa-piedi, su una striminzita tavola di legno ricoperta da un pagliericcio infestato da migliaia di cimici” Ogni dettaglio era determinante per sopravvivere e il posto assegnato per dormire aveva una notevole importanza: “Dormire (nel piano) inferiore significava essere disturbati ogniqualvolta il detenuto del secondo o del terzo scendevano per orinare, mentre quello superiore, ovviamente, era senz’altro il più comodo”. 

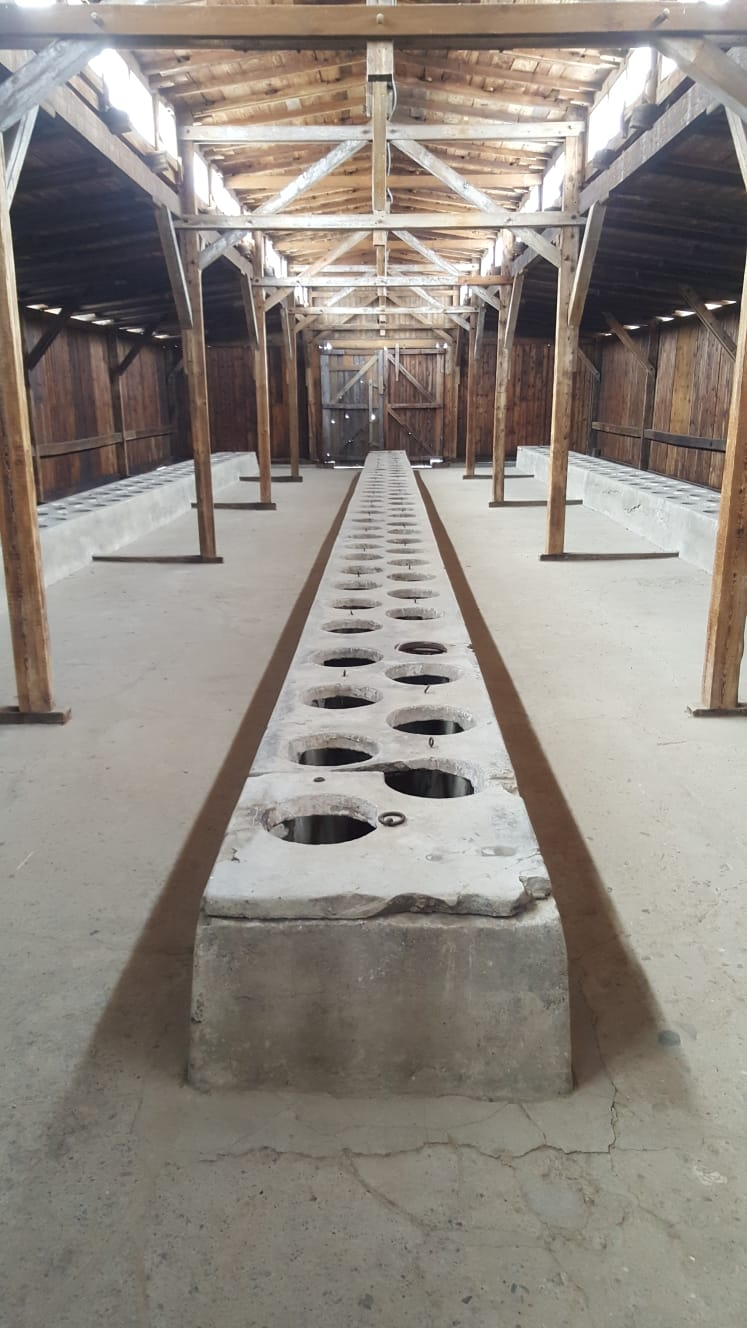
Birkenau, latrine

La vita del campo era scandita da ritmi sempre uguali: il risveglio alle 5.30 d’inverno e alle 4.30 d’estate, il rifacimento meticoloso del letto, l’uso delle latrine comuni, la pulizia personale in lavatoi comuni esterni e quindi esposti alle intemperie, poi il rito dell’appello ed infine la partenza per il lavoro. “I detenuti di Monowitz erano impiegati nella costruzione di un gigantesco stabilimento chimico della Buna, azienda di proprietà della IG Farben”
Il suo primo compito, durante il periodo di quarantena, fu quello di raccogliere carta e rifiuti vari spinti dal vento nei viali; questo lavoro gli consentiva di oltrepassare la prima barriera di filo spinato elettrificato per raccogliere l’immondizia presente nella terra di nessuno e gli offrì la possibilità di capire come era organizzato il campo e di rendersi conto dell’importanza del lavoro svolto per sopravvivere. Qui conobbe il “signore della merda”una carica invidiata poiché consentiva di restare all’interno del campo, in un ambiente meno freddo e anche di stringere contatti e concludere baratti. Per sopravvivere era indispensabile «organizzarsi» recuperare tutto ciò che poteva avere un valore: “Perché tutto aveva un valore: saponette, mattoni, fil di ferro, posate, denti d’oro, pane, zuppa… Il campo era un’immensa borsa di scambio in continuo fermento”
Il primo Kommando cui fu assegnato fu quello del trasporto, che operava nel cantiere ed era incaricato di trasportare i materiali da costruzione, un lavoro molto faticoso in cui la speranza di vita non superava qualche mese. Qui Jean capì l’importanza di lavorare con un ritmo regolare, dosando lo sforzo ed imparando ad approfittare dei momenti di tregua.
Ad Auschwitz sofferenza, fame, freddo, paura erano sempre presenti e solo con grande fatica si imparava a “non soccombere all’ossessione della fame” e a quella della sete; scrive Samuel: “A Monowitz non ho bevuto una sola goccia d’acqua, mai. La zuppa doveva bastarci come fonte d’idratazione. Sapevamo bene che l’acqua non era potabile, che provocava gravi dissenterie e di conseguenza una rapida morte per indebolimento”
Passò poi al Kommando Chimico, dove era il membro più giovane e doveva ripulire cisterne e trasportare prodotti chimici: “si trattava principalmente di sacchi di fenilbeta. Pesavano dai sessanta ai settanta chili ciascuno […] tanto che per trasportarli eravamo costretti a curvarci sino a terra la schiena parallela al pavimento”. Nonostante fosse un lavoro molto duro era niente a confronto del lavoro degli altri Kommando, tanto da garantire maggiori probabilità di sopravvivenza.
Tutti i Kapò avevano degli aiutanti chiamati “Piepels”, i quali spesso erano anche vittime sessuali. Jean Samuel rivestì il ruolo dell’aiutante per il Kapò Oscar, inizialmente gli lavava e stirava i panni, poi passò all’amministrazione della baracca, a compilare schede, a redigere i rapporti giornalieri, a tenere la contabilità delle ore lavorative. In qualità di “Piepel” aveva il compito di andare a prendere la zuppa per il pranzo ed era esonerato dai lavori più gravosi.
Per sopravvivere era basilare la pulizia personale che impediva la realizzazione del piano tedesco di annientamento della personalità, ed era fondamentale concentrarsi sul presente senza ricordare il passato felice né pensare al futuro: Jean trovò un aiuto nella matematica, nella capacità di isolarsi e concentrarsi su un problema scientifico.

Ad Auschwitz impiccagioni e bastonature pubbliche erano diffuse. Le impiccagioni avvenivano al rientro dal lavoro, tutti i prigionieri erano costretti ad assistere all’esecuzione e dovevano sfilare dinanzi al patibolo sotto il corpo penzolante. Le bastonature pubbliche andavano da un minimo di venticinque randellate a oltre cinquanta, venivano assestate da altri deportati i quali erano estremamente violenti poiché in caso contrario sarebbero stati sottoposti al medesimo trattamento. 

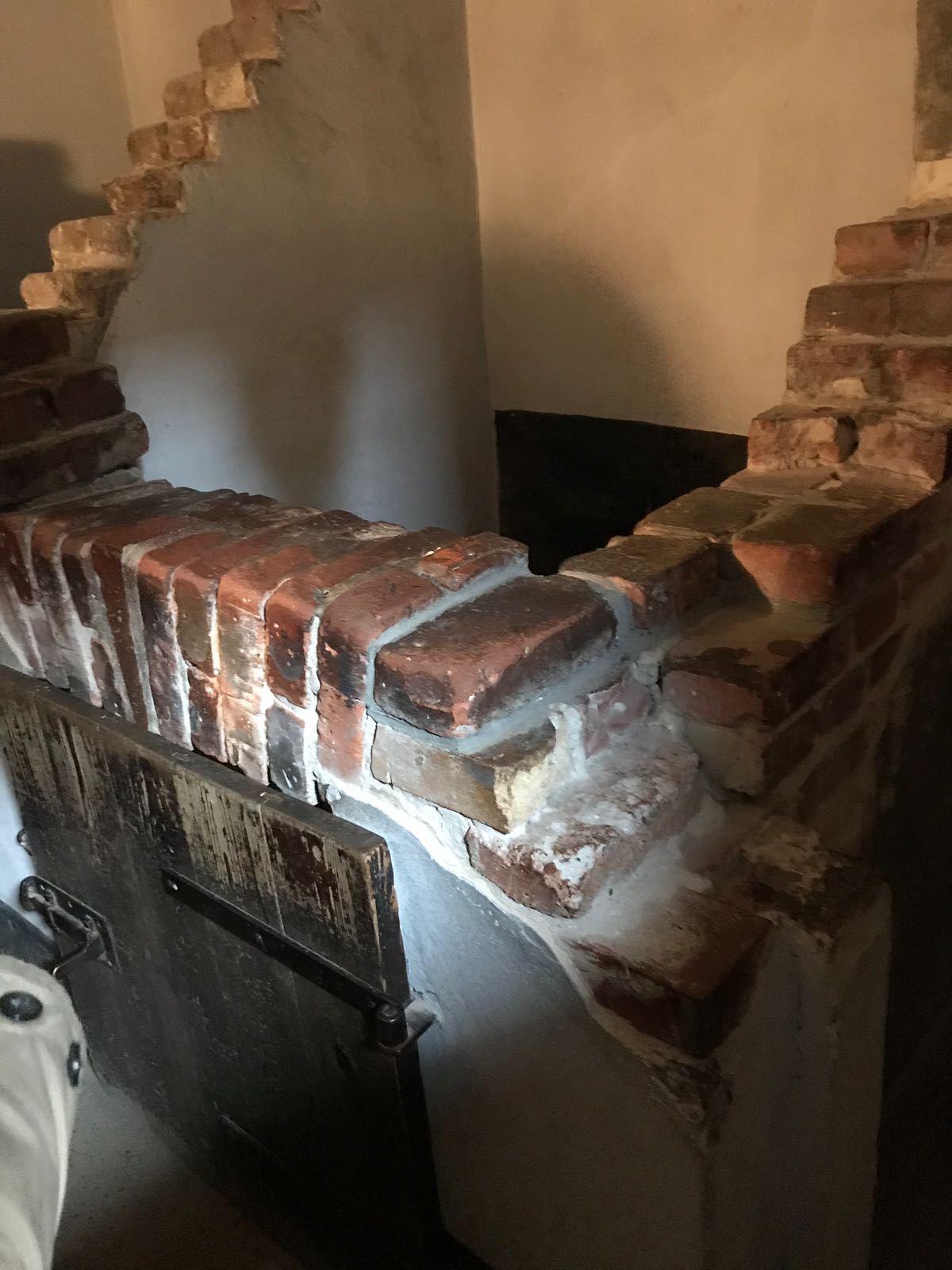
Museo Auschwitz, cella di punizioni

Ad Auschwitz vi erano dei musicisti, suonavano nell’orchestra del campo, la cui musica accompagnava l’uscita dei Kommando verso i luoghi di lavoro; essi suonavano anche musica da camera per le SS.
La selezione era un altro rituale del campo: nudi con indosso solo gli zoccoli si veniva messi in fila e sottoposti al parere di un soldato delle SS. Scrive Samuel: “Eravamo nudi, grigi, il cranio rasato, la pelle attaccata alle ossa, il ventre gonfio per l’idropisia, le gambe tumide. Ciononostante ognuno si sforzava di assumere un’aria trionfante, petto in fuori e schiena dritta, per mostrare al dio-SS che poteva ancora essergli utile […] E tenevamo la scheda in mano. Sapevamo che quando avessimo raggiunto la testa della fila quella scheda sarebbe andata a destra o a sinistra e noi l’avremmo seguita, verso la morte o verso la fabbrica”

## L’amicizia con Primo Levi ad Auschwitz
Dice Jean Samuel “sono diventato Pikolo nell’estate del 1944. Ero ad Auschwitz, nel campo di Monowitz, da tre mesi quando Primo Levi mi ha dato questo nome” ed ancora “l’ho conosciuto nel Kommando voluto dall’amministrazione di Auschwitz in previsione della futura produzione a pieno regime della fabbrica di gomma sintetica della Buna”. Essi divennero subito amici nel corso di un allarme aereo, Levi aveva 24 anni e Jean 22, erano entrambi nati in famiglie della borghesia ebrea di provincia (l’uno in Piemonte e l’altro in Alsazia), avevano studiato e non ancora lavorato. Ad Auschwitz era difficile fare amicizia in quanto “era fondamentale saper essere neutri, grigi, confondersi nell’immane massa dei deportati”, ma loro riuscirono a parlare veramente di se stessi, delle loro famiglie, dei desideri e delle speranze qualora fossero sopravvissuti. La loro amicizia durò quarantatré anni, sino alla morte di Primo Levi.
In qualità di “Piepel” Jean scelse Primo come compagno per andare a prendere la zuppa, questo fatto fu per entrambi un momento cruciale e fondamentale che però non si fonda sugli stessi gesti, le medesime parole e le stesse emozioni: Jean ricorda Primo che lungo il cammino si concentra, teso nello sforzo di rammentare in maniera esatta i versi del Canto di Ulisse di Dante e di trovare una corretta traduzione in francese, poi l’espressione di sollievo che accompagna la scoperta di un’interpretazione di quei versi cui non aveva mai pensato prima. Un’interpretazione che si addiceva perfettamente a circostanze che Dante non aveva previsto, un nuovo inferno, quello dei campi di sterminio. Jean ricorda i versi “Considerate la vostra semenza: / fatti non foste a viver come bruti / ma per seguir virtute e canoscenza”, ma in lui essi non hanno sortito il medesimo effetto, in lui domina il ricordo del bombardamento sulla Buna che concesse loro di restare una ventina di minuti nascosti al sicuro dalle SS, liberi di parlare di loro, delle loro origini, delle loro famiglie. A differenza Levi nel suo libro mette in luce l’importanza dei versi danteschi, così utili a preservare l’umanità in un ambiente in cui gli uomini erano come “stracci a disposizione” mal tollerati e ritenuti “pezzi”. Lo sforzo di ricordare e di tradurre i versi all’amico indicano il desiderio di condividere la potenzialità della poesia e in particolare di quei versi per restare uomini in mezzo all’inferno del XX secolo.
Levi fece dell’amico Jean un personaggio di Se questo è un uomo chiamandolo con il nome della carica che svolgeva ad Auschwitz: “Era perciò toccata a lui la carica di Pikolo, vale a dire di fattorino-scritturale, addetto alla pulizia della baracca, alle consegne degli attrezzi, alla lavatura delle gamelle, alla contabilità delle ore di lavoro del Kommando”. Attraverso il testo di Samuel scopriamo però che nel vocabolario del campo non esisteva il termine “pikolo”, esso era un’invenzione di Primo Levi.

## Il ritorno dal lager e il rapporto con gli ex deportati
Dopo un ultimo appello, insieme a tutti coloro che potevano ancora “essere utili alla Germania” Jean lasciò Auschwitz il 18 gennaio 1945 a causa dell’avanzare delle truppe sovietiche: Himmler aveva ordinato di far ripiegare tutti i detenuti dei campi verso l’interno del Reich. Scrive Jean: “ Ci siamo incamminati verso occidente con addosso i nostri miseri pigiami a righe e ai piedi zoccoli di legno che ci ferivano i piedi. Avevamo cercato di ripararci alla meglio infilando dei sacchi da cemento sotto i vestiti. […] Procedevamo a file di cinque. Era calata la notte […] e con essa il freddo rigido: la temperatura sfiorava forse i meno venti”
Samuel ricorda che durante la marcia lui e il compagno Feldbau continuavano a pensare alla matematica, un passo dopo l’altro, e questo sapersi isolare dalla realtà fu forse la causa della loro sopravvivenza. Marciarono senza sosta per 42 km, sino alla città di Nikolai dove li fecero accampare in una fabbrica di tegole, troppo piccola per contenerli tutti ed in effetti al mattino “da entrambi i lati del cancello erano accatastate decine di cadaveri congelati”. Il cammino riprese per altri 25 km sino a Gleiwitz, qui attraversarono la città sotto gli occhi della popolazione e si fermarono per un giorno, quindi furono caricati su un convoglio di vagoni merci scoperti: “Eravamo così ammassati, in piedi gli uni pigiati contro gli altri, che sedersi era impossibile. Sembravamo tanti fiammiferi in una scatola messa in verticale. Dormivo appoggiandomi ai vicini” (p. 61) Viaggiarono per cinque gironi e cinque notti senza cibo e in mezzo ai cadaveri, raschiando la neve dai bordi del vagone e dai loro indumenti. Il treno attraversò la Cecoslovacchia e il 27 gennaio 1945 giunse a Buchenwald dove furono ammassati in più di mille in un Block, tolsero loro i vestiti per bruciarli e subirono una disinfezione, infine ebbero nuovi abiti: un paio di pantaloni e una camicia su cui vi era il triangolo rosso, simbolo dei prigionieri politici: “Il sistema iniziava lentamente a sfaldarsi e le distinzioni tra detenuti non erano più così rigorose”. A Buchenwald Jean, rimasto solo, fece un incontro decisivo per la sua salvezza: Kiki, un ebreo di Parigi arrestato come partigiano, torturato e deportato ad Auschwitz nel luglio del 1944.
Ci fu una nuova selezione e Jean venne scelto per una nuova partenza: era il 15 febbraio 1945. Questa volta raggiunsero a piedi Weimar e attraversarono la città sino alla stazione. Ci fu un bombardamento e per questo il treno su cui dovevano viaggiare rimase fermo su un binario morto per un’intera giornata. Di qui furono portati a Ohrdruf, vicino alla città di Gotha, dove restarono fermi in stazione ventiquattro ore per essere poi trasportati su autocarri a Zeltlagr. Nel campo vi erano solo enormi tende dell’esercito e “si dormiva su assi posate sul terreno, avvolti in sacchi di carta che ci tiravamo fin sopra la testa”. La sorveglianza era fatta da SS giovanissime ma ugualmente spietate e vennero subito messi al lavoro dove si stava scavando una galleria: “Quando i capisquadra facevano esplodere le cariche, a noi non era permesso metterci al riparo ed eravamo così costretti a inghiottire la polvere restando immobili. A quel punto dovevamo sgomberare i detriti, che caricavamo e spingevamo via su vagoncini. Nel viaggio di ritorno trasportavamo invece cemento, che utilizzavamo per consolidare le pareti”. Ogni giorno per raggiungere la galleria passavano due volte lungo un villaggio “dov’erano rimasti solo donne e bambini, volti impenetrabili, occhi che non ci vedevano, che si distoglievano al nostro passaggio. Ci consideravano criminali, carcerati su cui non si osa levare lo sguardo. Eravamo trasparenti, non esistevamo”.
Zeltlager era molto diverso da Auschwitz, si era isolati dal mondo esterno e quindi non si avevano notizie circa l’avanzare di russi ed americani. Dopo poco più di un mese Jean dovette sopportare una seconda marcia della morte con cui raggiunsero nuovamente Buchewald, durante la quale si ferì un piede con un chiodo. Il viaggio avrebbe dovuto proseguire per la Baviera ma lui e Kiki si nascosero e, grazie l’aiuto di una guardia ausiliaria dei tedeschi, un ragazzo bretone, riuscirono ad unirsi al gruppo dei musicisti e a restare a Buchenwald.
I giorni che precedettero la liberazione furono per Jean durissimi, la ferita al piede si trasformò in una piaga che lo costrinse a recarsi in infermeria dove venne “curato” con una doccia ed una pomata per la scabbia, assolutamente inutile. Tutto ciò lo rese debole, quasi incapace di alzarsi. L’11 aprile avrebbero dovuto rimettersi in marcia ma quel giorno gli americani entrarono nel campo di Buchenwald: erano liberi, tuttavia nei giorni successivi, come molti altri detenuti, rischiò di morire per indigestione avendo mangiato zuppe ricche di grassi e patate.
Furono condotti nella città di Eisenach, dove vennero sistemati in abitazioni o hotel comodi, poterono tornare a dormire in un letto e a mangiare pasti regolari. Con autocarri poi attraversarono città tedesche completamente rase al suolo: Francoforte, Mannheim, Ludwigshafen… Rientrò in Francia attraversando la frontiera a Saarbrücken e fu ospitato dal centro di accoglienza di Saint-Avold dove gli fu servito del pane bianco: “ormai ne avevamo dimenticato l’esistenza, tanto che anche in quell’occasione abbiamo rischiato una bella indigestione”. Ricevuti i documenti di rimpatrio riprese il viaggio verso Metz a bordo di un autocarro e quindi in treno per Revigny e di qui finalmente per Agen dove, sceso alla stazione, trovò un servizio di accoglienza che gli offrì del cibo. Il 2 maggio 1945 tornò a Villa Marie dove lo attendevano la nonna e le zie Yvonne e Renée con i loro figli. I giorni successivi il ritorno a casa non sono stati facili poiché il fisico risentiva del trauma, era sempre afflitto dall’emicrania, era debole e la digestione faceva fatica ad abituarsi al cibo normale, la sera era preso da tremori e sentiva le gambe trafitte da migliaia di aghi. Nel giro di alcune settimane però la sua salute migliorò e iniziò a riprendere peso.
A fine maggio seppe che la madre era salva e stava rientrando a Ville Marie e pochi giorni prima era tornata la cugina Alice.
Negli anni cercò di ristabilire i contatti con diversi sopravvissuti, in particolare sviluppò un rapporto di amicizia con Kiki e con Primo Levi.
Rivide più volte anche Joulty, il farmacista parigino del Kommando Chimici di Monowitz, il quale sarebbe poi morto giovane come molti altri sopravvissuti dei campi di concentramento.
A seguito della lista stilata da Primo Levi, riuscì a ritrovare Silvio Barabas, un ebreo di Sarajevo che aveva scelto per essere aiutato a portare la zuppa, il quale era divenuto uno dei responsabili scientifici delle acque per l’ONU, e con cui iniziò una lunga corrispondenza.

## Il ruolo di testimone
“Per trent’anni non ho potuto raccontare Auschwitz. Per tutto questo tempo mi è stato impossibile testimoniare la mia esperienza nei campi, il mio viaggio, il mio ritorno” in effetti solo dal 1981 Jean Samuel assunse pienamente il ruolo di testimone a seguito di due eventi quasi contemporanei: un’intervista sulle responsabilità delle maggiori industrie tedesche sotto il Terzo Reich, rilasciata ad una rete televisiva tedesca su richiesta di Primo Levi e l’attentato alla sinagoga a Parigi. Quest’ultimo lo fece riflettere sul fatto che si stavano di nuovo uccidendo ebrei e lo spinse a scrivere la propria esperienza per poterla raccontare dapprima ai suoi familiari ed amici quindi ad insegnanti, allievi, studenti universitari di molti paesi, ma anche al Consiglio d’Europa a Strasburgo. Questo primo testo venne scritto “di getto, tutto d’un fiato, su un quaderno di scuola” e letto il 18 ottobre 1981. Da quel momento per venticinque anni Jean Samuel ha svolto il ruolo di testimone soprattutto dopo la morte di Primo Levi (1987) quando venne spesso intervistato sulla loro amicizia e sull’esperienza condivisa ad Auschwitz.
Jean e Primo raramente hanno testimoniato insieme, la prima volta accadde nel 1974 quando la televisione italiana voleva realizzare un documentario su Levi e sulla sua opera, in quell’occasione Jean venne chiamato per essere intervistato, accettò di testimoniare a condizione che ciò avvenisse in casa sua a Wasselonne. A seguito di questa testimonianza i due amici decisero di scambiarsi copia delle lettere che si erano inviate negli anni e la rilettura di esse portò Levi a scrivere: “Non so quali emozioni proverai nel rileggerle, ma per me è stato nuovamente uno choc: che lo vogliamo o meno, noi siamo testimoni, e ne portiamo tutto il peso”.
Testimoniarono nuovamente insieme nel 1980 quando la televisione tedesca volle realizzare un documentario in tre puntate sulle responsabilità delle grandi aziende durante il nazismo nello sfruttamento della manodopera dei deportati. Questa volta Jean raggiunse Torino e parlò della Buna, delle condizioni di vita a Monowitz, dei contatti con i cittadini tedeschi all’interno degli stabilimenti, delle responsabilità della IG Farben. Questa intervista convinse Jean che era giunto il momento di condividere la sua esperienza del lager con i familiari: “Mentre leggevo, sentivo un nodo stringermi la gola. Non ne avevo mai parlato con tanta intensità. Mai prima di allora ero stato così vicino alla verità […] mi rendo conto che mi è assolutamente impossibile esprimere ciò che abbiamo vissuto e visto nel campo di concentramento, perché non siamo più in grado di rimetterci nella nostra pelle di allora (ed è meglio così, altrimenti saremmo sprofondati nella follia).” La sofferenza di questa testimonianza dettagliata ai familiari, la consapevolezza che essa non poteva rendere l’orrore di Auschwitz suscitò però la scelta di portare la propria testimonianza alle nuove generazioni, in particolare dopo la morte della madre, e a tale scelta rimase fedele sino alla morte. Nel 1982 per la prima volta rilasciò testimonianza dinnanzi ad un pubblico tedesco, a Düsseldorf.
Dopo la morte di Primo Levi, Jean Samuel è stato chiamato a testimoniare ogni qualvolta si è parlato dello scrittore piemontese fino a giungere alla testimonianza rilasciata in occasione del 50º anniversario della liberazione di Auschwitz, anno in cui per la prima volta Samuel tornò nel campo, dove si rese conto che “per me la vera data importante è il 18 gennaio, giorno in cui è iniziata la marcia della morte, e non il 27, data ufficiale della liberazione, quando le truppe sovietiche hanno fatto il proprio ingresso nel campo”. Tornò altre due volte ad Auschwitz per accompagnare dei gruppi e l’emozione più terribile la provò “nel sotterraneo di uno degli edifici in cui si trovavano le prime camere a gas”.
La sua testimonianza è poi confluita nel libro Mi chiamava Pikolo poiché, come egli stesso scrive “l’incombere dell’età e la memoria che si fa meno precisa” resero necessario lasciare una testimonianza scritta leggibile da tutti, ma prima di essere affidata ad un libro la memoria della sua esperienza è stata veicolata da lunghe lettere private che hanno preparato il racconto memorialistico. Come scrisse Alberto Cavaglion riferendosi al libro di Samuel: “In questo antefatto, a parlare e a raccontare i guai passati sono due Ulisse ritornati alla loro Itaca dopo aver temuto il naufragio. I salvati si rincorrono, si mandano lettere, si cercano e chiedono a loro volta notizie di altri sopravvissuti. Questo dialogo straordinario […] ha un momento altissimo nella corrispondenza fra Levi e Samuel, nel periodo compreso fra liberazione dei campi e prima edizione di Se questo è un uomo.”

## Il rapporto con Primo Levi dopo la liberazione
Jean Samuel scrisse che all’inizio del 1946 accadde l’impensabile: stava cercando tracce di tutti i famigliari e conoscenti deportati quando incontrò Charles Conreau, un partigiano francese deportato ad Auschwitz che gli disse di aver incontrato Primo Levi l’11 gennaio 1945 in infermeria. Erano rimasti insieme sino al momento della liberazione e prima di separarsi si erano scambiati gli indirizzi, così in questo modo del tutto casuale poterono riprendere i contatti.
“Sarai senz’altro stupito di ricevere mie notizie e, in tutta onestà, possiamo ben dire che è un miracolo. Un miracolo che tu sia riuscito a salvarti, un miracolo che io stesso sia riuscito a scampare, un miracolo aver avuto il tuo indirizzo”: così inizia la prima lettera inviata a Primo Levi, in essa Jean raccontava a grandi linee ciò che gli era accaduto dal momento della loro separazione ad Auschwitz.
Primo Levi il 23 marzo 1946 rispose alla lettera dell’amico ed anche lui dichiarava il bisogno di raccontare, di spezzare il silenzio che lo opprimeva, di parlare con qualcuno che potesse comprendere il vero significato della vita ad Auschwitz, il significato di termini quali “musulmano”, “kommando”, “selezione”. Anche Levi, come già aveva fatto Jean, racconta in sintesi cosa era avvenuto dal momento della loro separazione, anche lui fornisce notizie di ex-deportati ed esprime “l’angoscia del vedere quell’esperienza così recente allontanarsi, del sentire la memoria che sbiadisce”. Tra i due inizia una corrispondenza in cui Auschwitz è sempre presente, Levi afferma di scrivere racconti e poesie e Jean sostiene che “non bisogna limitarsi a presentare la mostruosità della vita del campo, bisogna concentrarsi sugli sforzi che abbiamo fatto per non cedere alla tentazione di trasformarci in bestie feroci”: tra i due la comprensione è completa.
Il legame con Auschwitz è anche rappresentato dal fatto che i due amici firmavano le loro lettere con il rispettivo numero di matricola preceduto da “ex” come a voler dire che quanto là avevano vissuto non avrebbe mai potuto essere dimenticato.
In una lettera del 27 gennaio 1947 Samuel dichiara di essere diventato freddo e quasi indifferente nei confronti degli uomini, fatta eccezione per un ristretto numero di persone cui vuole bene, ma allo stesso tempo di commuoversi ascoltando la musica, dinnanzi agli spettacoli naturali e davanti ai bambini.
Nella loro corrispondenza Levi dichiara di essersi innamorato e Jean risponde di essere “molto diffidente e disilluso riguardo alle ragazze ebree alsaziane” poiché erano desiderose di vita facile, mondana, troppo materialistiche o troppo sognatrici, poco equilibrate, troppo emancipate sia nei comportamenti che nel linguaggio, incapaci di affrontare argomenti seri.
Nel luglio del 1947 Jean Samuel, in vacanza in Costa Azzurra, decise di voler assolutamente rivedere l’amico Primo e così si incontrarono al confine il 26 luglio: nessuno dei due aveva il passaporto e quindi ottennero dai doganieri di potersi incontrare solo oltre i rispettivi posti di guardia. Fu per entrambi una forte emozione, così descrive l’incontro Jean Samuel: “Era la prima volta che vedevo Primo da «uomo normale», come lui stesso si era descritto sulla fotografia che mi aveva inviato tempo prima. Ci siamo gettati l’uno nelle braccia dell’altro. Primo mi aveva portato arance e cioccolatini. Abbiamo parlato a lungo, perlomeno un paio d’ore, riuniti alla frontiera tra i nostri paesi”.
Per otto anni si interruppero i contatti con Primo Levi, entrambi impegnati con il lavoro e la nascita dei bambini. Nel 1958, in occasione delle vacanze estive in Italia, Jean sperava di poter passare da Torino e rivedere l’amico. Ciò non avvenne se non nel 1960 quando Levi lo raggiunse in villeggiatura e gli portò una copia di Se questo è un uomo tradotto in francese: finalmente Jean poteva leggere il Canto di Ulisse di cui era protagonista. Dopo la lettura scrisse: “ero io, e al contempo qualcun altro. Lo sguardo dello scrittore, il prisma della memoria avevano trasfigurato la realtà. E non mi capacitavo di alcune macroscopiche inesattezze”. Da allora si rividero ogni anno in occasione delle vacanze che i Samuel trascorrevano in Italia. Jean e Primo parlavano “molto del campo e ricordavano i compagni di prigionia. Claude scopriva così a poco a poco, ascoltandoci, quel che avevo vissuto e che non le avevo mai raccontato.”

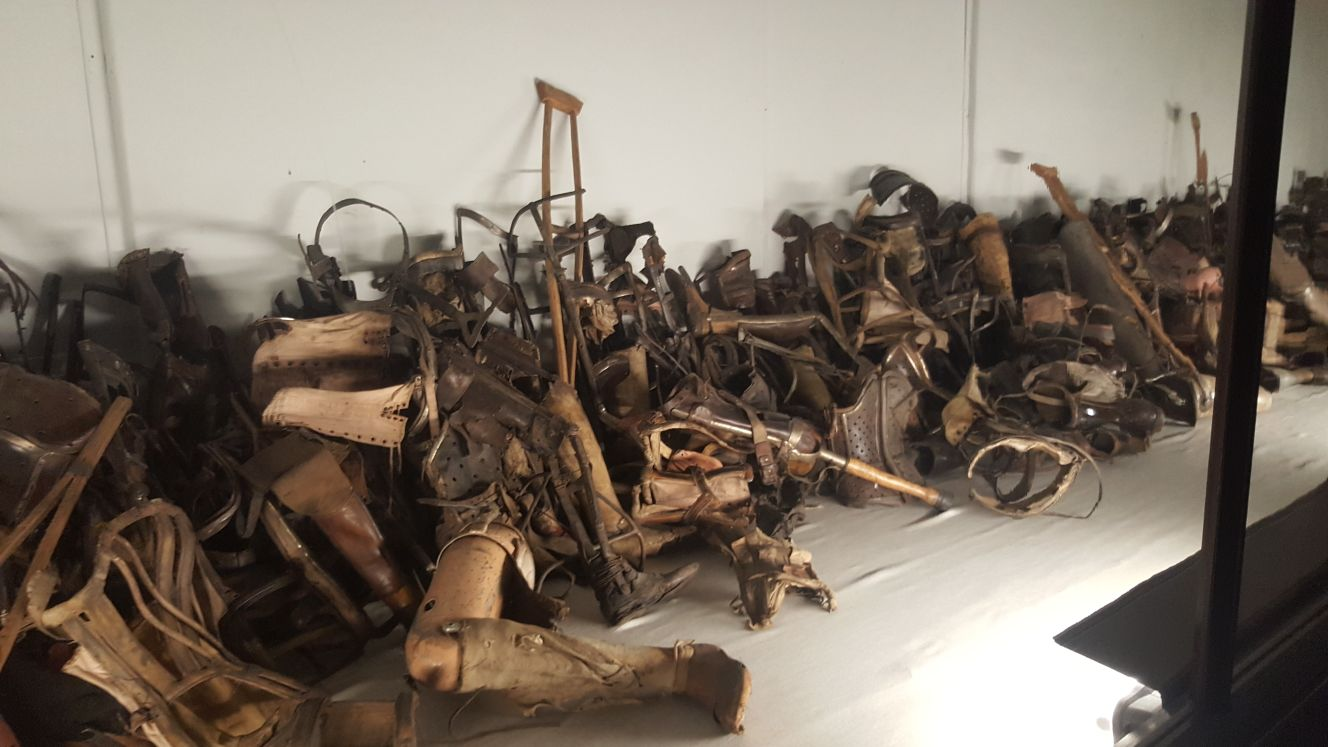
Museo Auschwitz, protesi

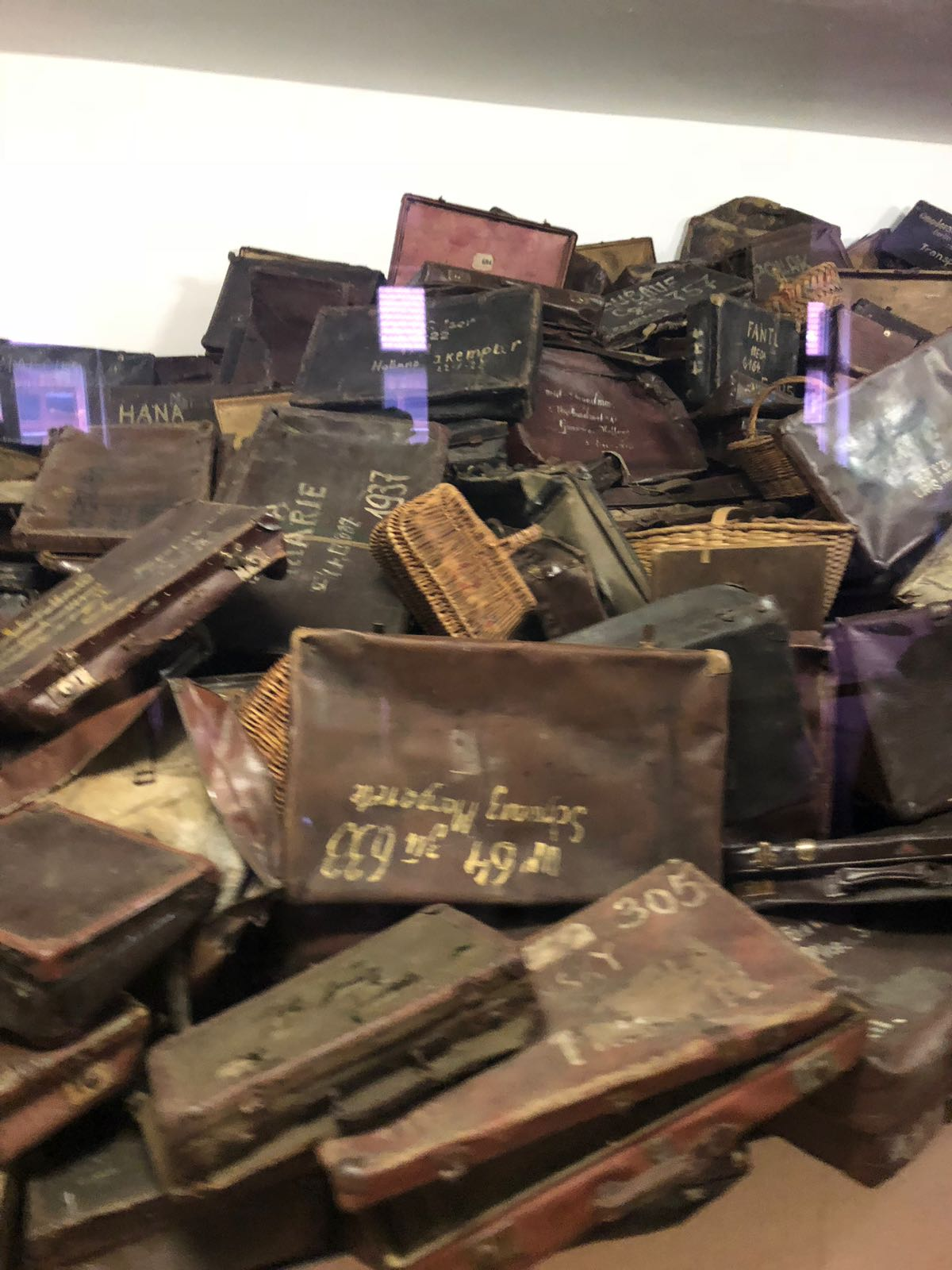
Museo Auschwitz,valigie

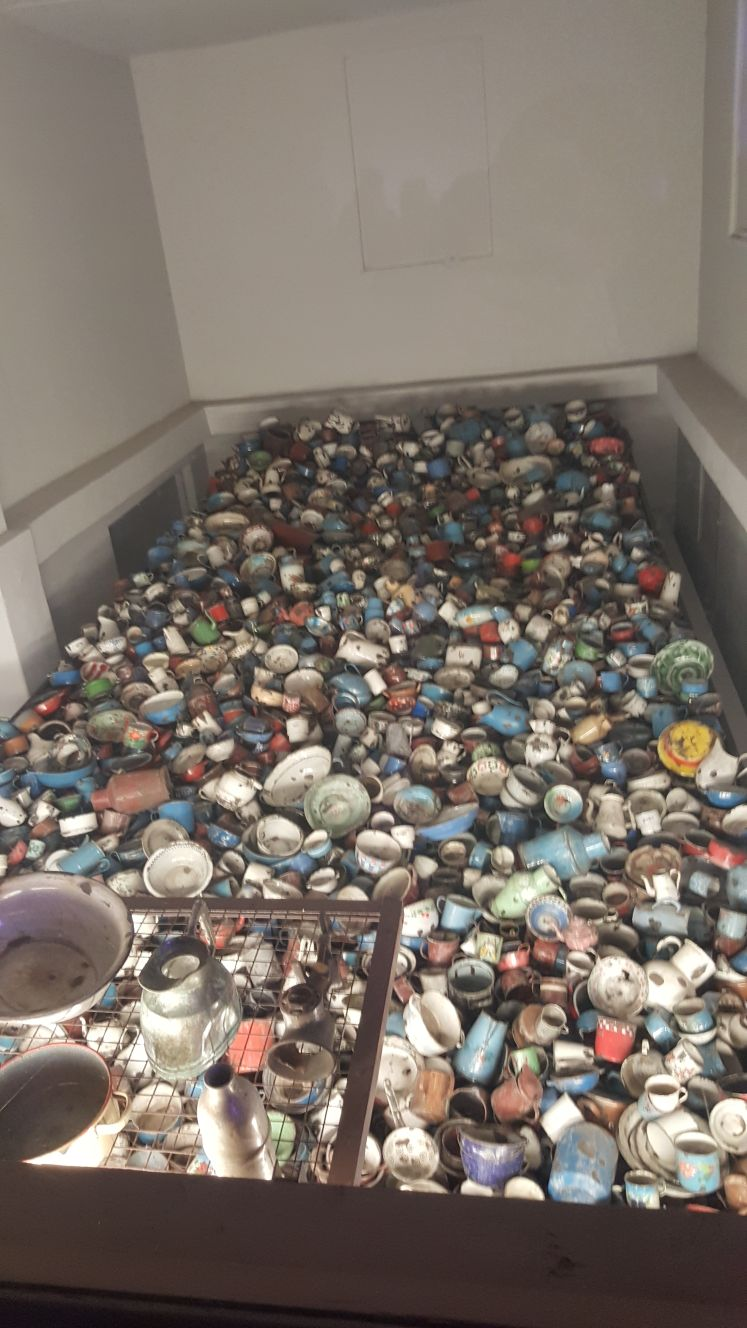
Museo Auschwitz, vasellame

Levi aveva stilato una lista dei compagni del Kommando 98 di Monowitz che condivise con l’amico, annotando che: “a una buona metà di questi nomi potrei ancora associare un volto e una voce, così come potrei classificarli tutti senza alcuna esitazione in una delle tre categorie: buoni, cattivi e musulmani”.
In occasione del 20º anniversario della liberazione di Auschwitz Levi progettò la visita al campo e scrisse all’amico: spero “di visitare Auschwitz, e se possibile anche Monowitz, da solo o con qualche amico: sarebbe bello andarci insieme”, ma Jean rifiutò l’invito, non era ancora pronto a tornare nei luoghi della deportazione. Nello stesso anno si recò ad Auschwitz anche Simon Marty, il figlio della droghiera di Villeneuve-sur-Lot che Jean aveva incontrato a Monowitz, dove era stato mandato come lavoratore coatto. Al rientro tra Jean e la moglie di Simon ci fu uno scambio di informazioni relative al campo ed al luogo che viene così descritto: “La città non è cambiata, è sempre così triste, la fabbrica è in pieno sviluppo e il paesaggio è rallegrato giusto da una manciata di edifici moderni lungo la strada. Accanto al cimitero ebraico, al posto del campo, è stato costruito un bellissimo ospedale, ma per il resto è la stessa, tristemente nota Auschwitz, solo le baracche sono state abbattute”. La donna informa della trasformazione delle baracche in museo e delle forti emozioni provate alla vista delle sale stracolme di valigie, scarpe, protesi, occhiali.. e delle fotografie, tanto da non essere riuscita a terminare la visita.
Negli anni ’70 iniziò il successo letterario di Primo Levi e negli anni ’80 la sua fama divenne mondiale; Jean era sempre stato sicuro delle capacità narrative dell’amico che, secondo lui, “era l’unico a poter raccontare con simile forza ciò che avevamo vissuto, a poter restituire una visione incomparabile della sua deportazione e al contempo riassumere meglio di chiunque altro l’universo di Monowitz”.
L’amicizia continuò sino all’inattesa scomparsa di Levi avvenuta l’11 aprile 1987, il medesimo giorno della liberazione del campo di Buchenwald tanto che Jean Samuel scrisse: “Da allora, per me, l’11 aprile segna un doppio anniversario: la liberazione da Buchenwald, e quindi la mia rinascita, e la scomparsa di Primo Levi. Mi manca. Mi rammarico di non averci parlato più a lungo, di non aver osato porgli talune domande. Per me era come un’ancora di salvezza nell’oceano della memoria”
Jean Samuel non ha mai creduto al suicidio, per lui la morte di Levi è stata frutto di un incidente, a maggior ragione ripensando alla lettera scritta da Primo Levi due giorni prima in cui parlava di un possibile reportage della televisione svedese. “A Samuel è toccata in sorte una parte più impegnativa, molto impegnativa, forse troppo: quella del personaggio chiamato a diventare il simbolo della letteratura e delle sue potenzialità nella estrema condizione del Lager. Con il trascorrere degli anni, e il crescere della fortuna di Levi, forse a sua insaputa, Samuel ha accettato questa parte fino a esserne sopraffatto: egli rappresentava la forza che la memoria letteraria, la poesia sa conservare nelle avversità. Per il pubblico italiano, ma non soltanto per questo, egli ha rappresentato la potenza dell’umanesimo classico, del Dante umanista”.